# Кузьян, Николай Евгеньевич
Никола́й Евге́ньевич Кузья́н (1901, Иркутск — 1972, там же) — советский хозяйственный, государственный и политический деятель.

## Биография
Родился в 1901 году в Иркутске. Член КПСС с 1922 года.
С 1914 по 1917 год — подёнщик, чернорабочий. После Октябрьской революции (до 1954 года) слесарь, секретарь ячейки РКСМ станции Слюдянка, делегат 1-й Иркутской губернской конференции РКСМ, секретарь Балаганского укома РКСМ, заведующий ОРГО и секретарь Иркутского губкома РКСМ, секретарь обкома РКСМ Монголо-Бурятской автономной области РСФСР, секретарь обкома РКСМ Бурят-Монгольской АССР, 1-й секретарь Тункинского аймачного комитета ВКП(б), 1-й секретарь Троицкосавского (Кяхтинского) аймачного комитета ВКП(б), заведующий агитмассовым отделом Бурят-Монгольского обкома ВКП(б), заместитель редактора «Бурят-Монгольской правды», заведующий промышленным отделом Восточно-Сибирского обкома ВКП(б), 2-й секретарь Читинского обкома ВКП(б), директор Бирюсинского промыслового управления, управляющий трестом «Байкалзолото», заместитель начальника по политчасти Иркутского геологического управления.
Избирался депутатом Верховного Совета РСФСР 1-го созыва.
Умер в Иркутске в 1972 году.